# Etoglucid
Az etoglucid (INN) színtelen folyadék (op. -15°C).
A kemoterápiában használt gyógyszer elsősorban hólyagrák ellen. Alkiláló szer: a DNS-hez kötődve a sejtek halálát okozza.
Mérgező a hajhagymákra, az emésztőrendszerre és az érrendszerre.

## Készítmények[1]
- Epodyl

Magyarországon nincs forgalomban etoglucid-tartalmú készítmény.